# Tuljak
Tuljak je priimek v Sloveniji, ki ga je po podatkih Statističnega urada Republike Slovenije na dan 1. 1. 2021 uporabljalo 116 oseb in je med vsemi priimki po pogostosti uporabe uvrščen na 3.880. mesto. Najverjetneje je priimek nastal po vasi Tuljaki v Mestni občini Koper.